# ERG (azienda)
ERG S.p.A., acronimo di Edoardo Raffinerie Garrone, è un gruppo industriale italiano, fondato a Genova, con sede operativa nella stessa città, produttore di energia eolica e solare, attivo negli Stati Uniti, Spagna, Francia, Germania, Regno Unito, Svezia, Polonia, Bulgaria, Romania, Italia. Al 31 dicembre 2024, conta su una capacità installata totale pari a 3.845 MW.
ERG è controllata al 62,53% da “SQ Renewables S.p.A.”, società controllata a sua volta per il 51% da San Quirico S.p.A. – holding della famiglia Garrone-Mondini – e per il restante 49% da IFM Investors.
Precedentemente quotata alla Borsa Italiana nell'indice FTSE Italia Mid Cap, dal 29 novembre 2022 è entrata a far parte dell'indice principale FTSE MIB, sostituendo Atlantia che è uscita dalla Borsa ufficialmente in data 9 dicembre 2022. In data 23 dicembre 2024 ERG è uscita da FTSE-MIB per tornare a far parte di FTSE Italia Mid Cap e al suo posto, in FTSE-MIB è entrata Buzzi Unicem.

## Storia

### Le origini

Edoardo Garrone

Il 2 giugno 1938 nasce la ditta individuale di Edoardo Garrone per "il commercio di prodotti derivati dalla lavorazione del petrolio e del catrame". La società, diventata raffineria nel secondo dopoguerra, sceglie come marchio un dado (da "Dado", affettuoso diminutivo di Edoardo) sulle cui facce viene riprodotto un acronimo di tre lettere, le iniziali di Edoardo Raffinerie Garrone, ovvero ERG.

### Il dopoguerra
Nel 1947 inizia la produzione della Raffineria di Genova San Quirico. Immediatamente dopo la Seconda guerra mondiale, in un Paese da ricostruire, il fabbisogno di energia rende il petrolio una fonte energetica fondamentale. Grazie alla favorevole congiuntura e all'ottimale posizione geografica degli impianti, l'attività della ERG conosce un rapido sviluppo.
Nel 1956 viene realizzato un accordo internazionale con la BP che, successivamente e per alcuni anni, deterrà una partecipazione di minoranza nel capitale sociale di ERG.
Nel 1963 si raggiungono i 6,5 milioni di tonnellate di materiale lavorato e nel 1967 viene realizzato un importante deposito ad Arquata Scrivia.
Nel 1971 ERG entra, con altri gruppi privati, nella compagine azionaria di ISAB (Industria Siciliana Asfalti e Bitumi), società nata per realizzare una grande raffineria in Sicilia che inizia la produzione nel 1975 (ISAB di Priolo).

### Lo sviluppo della rete ERG

Stazione di servizio della Erg nel 2011

Dopo aver sviluppato l'attività prevalentemente nel settore della raffinazione, attraverso la controllata ERG Petroli, la società genovese inizia a crescere a livello nazionale anche nel settore della distribuzione carburanti.
Nel 1984 acquisisce i 780 impianti della Elf Italiana, nel 1986 i 1.700 impianti di distribuzione di Chevron Oil Italiana: cresce così la Rete ERG, che adotta il marchio caratterizzato delle tre pantere rampanti. Nel 1987 la società finalizza inoltre un accordo con la BP per la distribuzione dei lubrificanti della compagnia britannica. La collaborazione con Elf e BP per la vendita di lubrificanti (prodotti proprio dagli stabilimenti ERG di Savona) va avanti fino al 1996, quando viene lanciato un prodotto proprio.
Nel 1985, in previsione della chiusura della Raffineria di San Quirico a Genova, assume il controllo di ISAB con una partecipazione che cresce negli anni fino a raggiungere, nel 1997, il 100%.
Nel 1994 viene costituita ISAB Energy, per la realizzazione di un impianto di produzione di energia elettrica derivata dalla gassificazione degli olii pesanti.
A metà degli anni '90, la ERG rappresenta il 6% del mercato italiano nel campo delle stazioni di servizio.
Attraverso una razionalizzazione della struttura societaria e una focalizzazione sul settore dell'energia, ERG prepara lo sbarco in Borsa; nell'ottobre 1997 il titolo ERG viene così ammesso alla quotazione sul Sistema Telematico delle Borse Valori Italiane.

### Da società petrolifera a società multi-energy
Nel 2000 ERG inizia a produrre energia elettrica attraverso ISAB Energy (in joint venture con Edison Mission Energy), con una capacità di 528 MW e una produzione stimata di circa 4 miliardi di kWh all'anno;l'obiettivo è la realizzazione del primo impianto italiano di rigassificazione degli olii pesanti per la produzione di energia elettrica. Con questa operazione, ERG, da società petrolifera, diventa una compagnia "multi-energy".
Pochi anni dopo, nell'ottobre 2002, nasce ERG Raffinerie Mediterranee, società a cui è affidata la gestione di uno dei poli di raffinazione in Europa, realizzato attraverso l'unione e l'integrazione della Raffineria ISAB di ERG con la ex raffineria Agip, entrambe di Priolo. L'integrazione delle due raffinerie avviene mediante la realizzazione di un sistema di oleodotti e altri interventi di adeguamento e miglioramento dell'efficienza produttiva e della compatibilità ambientale.
Alla fine del 2002 Alessandro Garrone viene nominato amministratore delegato di ERG. Nel 2003 Riccardo Garrone, dopo quarant'anni, lascia la presidenza di ERG; lo sostituisce Edoardo, suo primogenito. Nel 2004 nasce inoltre la Fondazione Edoardo Garrone, che prosegue l'impegno dell'azienda e della famiglia in campo sociale e culturale. Nel 2005 il titolo ERG entra a far parte del segmento Blue Chip di Borsa Italiana, a seguito del rilevante aumento della capitalizzazione di Borsa del titolo.
Nel 2006 ERG acquisisce EnerTAD, società quotata alla Borsa di Milano che realizza e gestisce impianti per la produzione di energia elettrica dal vento. L'operazione segna l’ingresso nel settore delle rinnovabili, sempre nell'ambito della strategia multi-energy intrapresa. EnerTAD successivamente cambia la propria denominazione sociale in ERG Renew.
Il 2008 è l'anno dell'accordo con LUKoil: attraverso la costituzione di ISAB (51% ERG - 49% LUKoil), viene realizzata una partnership nelle attività di raffinazione e nella gestione della Raffineria ISAB di Priolo.

### Crescita delle rinnovabili e cessione del ramo petrolifero
Tra il 2008 e il 2015 ERG mette in atto un profondo processo di trasformazione che la porta a disinvestire dal settore petrolifero, per concentrare gli investimenti nelle rinnovabili: in sette anni, tra il 2008 e il 2014 l’azienda disinveste infatti asset per 3,3 miliardi di euro e ne reinveste 3,9 miliardi in attività rinnovabili.
In questi anni crea la joint venture TotalErg (49% Total, 51% ERG), esce dalla raffinazione costiera con la cessione della raffineria ISAB e vende l'impianto ISAB Energy e la rete di carburanti ERG Oil Sicilia.
Allo stesso tempo, nel campo delle rinnovabili si espande nell'eolico in Italia e all'estero attraverso acquisizioni e costruzioni di nuovi impianti, avvia la nuova centrale cogenerativa ad alto rendimento a gas naturale ed entra nel settore della produzione di energia dall'acqua con l'acquisizione del Nucleo idroelettrico di Terni.
Nel 2013, attraverso ERG Renew, diventa il primo operatore eolico in Italia con 1.087 MW di potenza installata e tra i primi dieci in Europa con 1.340 MW.
Nel febbraio 2016 ERG sbarca nel Regno Unito, acquisendo un progetto per la realizzazione di un parco eolico in Irlanda del Nord (45 MW) e perfeziona l'acquisizione di undici parchi eolici in Francia, e di sei in Germania (206 MW).
A novembre 2017 sigla l'accordo di cessione della partecipazione in TotalErg al Gruppo API; l'operazione segna la definitiva uscita dal settore petrolifero e consente di rafforzare la struttura finanziaria della società.
Nello stesso anno, ERG sottoscrive l'accordo per l'acquisizione di 30 campi fotovoltaici per 89 MW, dislocati in 8 regioni italiane; lo sviluppo nel solare prosegue nel 2018 per la costituzione di ERG Q Solar1, con l'obiettivo di consolidare la propria posizione nel mercato italiano e con l’acquisizione altri 51.4 MW di parchi fotovoltaici a Montalto di Castro (VT).

### La trasformazione verso un modello rinnovabile puro e l’ingresso nel mercato rinnovabile USA
A partire dal 2021, il gruppo completa la propria trasformazione in un operatore esclusivamente rinnovabile, focalizzato sulla produzione di energia da fonte eolica e solare, con la cessione degli asset idroelettrico e termoelettrico.
In particolare, ad agosto 2021 l'azienda sigla con Enel Produzione un accordo per la cessione dell’intero capitale di ERG Hydro S.r.L., mentre a giugno 2023 sigla un accordo con Achernar Assets per la cessione di ERG Power S.r.l., proprietaria della centrale a gas naturale di Priolo Gargallo.
Nel giugno 2022, San Quirico, la holding che detiene il controllo su ERG, e IFM Investors firmano una partnership strategica a lungo termine riguardante ERG Spa. In base all’accordo, viene costituita la nuova holding SQ Renewables Spa. IFM e le sue affiliate acquisiscono una partecipazione iniziale del 35% nella nuova holding, che detiene a sua volta circa il 62,5% di ERG. Si tratta del primo investimento diretto in Italia per IFM. Nell’aprile 2024, come previsto dall’accordo, IFM aumenta la propria partecipazione in SQ Renewables al 49%.
Nel 2023, nell’ambito del progetto di rinnovamento del portafoglio dei propri asset eolici, il gruppo completa il rinnovamento del parco eolico di Partinico-Monreale, che consente di raddoppiare la capacità installata e quasi triplicare la produzione di energia rinnovabile. Successivamente il gruppo completa altri tre progetti a Mineo-Militello-Vizzini, Camporeale e Salemi-Castelvetrano.
Nello stesso anno, a dicembre, ERG entra nel mercato delle rinnovabili negli Stati Uniti attraverso un accordo con Apex Clean Energy Holdings. Questo prevede l’acquisizione di un impianto eolico e un impianto solare per 317 MW di capacità installata e una produzione stimata di circa 1 TWh. È inoltre previsto un accordo di cooperazione relativo a circa 1 GW di nuovi progetti solari ed eolici onshore in fase di sviluppo negli Stati Uniti.

## ERG Renew
ERG Renew S.p.A. è stata la società con cui il Gruppo ERG ha consolidato la propria presenza nel settore delle energie rinnovabili a partire dal 2006.  
Fino al 18 luglio 2008 la denominazione dell’azienda è stata Enertad S.p.A., precedentemente conosciuta come CMI SpA: società costituita nel 1916 e quotata alla Borsa di Milano dal 1982. Dal 7 giugno 2011, in seguito al successo dell'OPA lanciata da ERG, la società è stata revocata dalla quotazione alla Borsa di Milano.
ERG Renew operava nel settore eolico in Italia e diversi paesi europei, con una potenza installata totale pari a 1720 MW nel dicembre 2016.
L’impresa è stata attiva anche nella produzione di energia fotovoltaica. Nel 2008 prese parte a un progetto di ricerca e sviluppo del solare di nuova generazione, cosiddetto fotovoltaico organico, in partnership con Permasteelisa, Dyesol e alcune università italiane. Infine, ha svolto attività anche nel settore dei servizi idrici, in particolare nel trattamento dei reflui industriali.
Dal 1° gennaio 2017 ERG Renew è stata incorporata in ERG Power Generation, controllata a sua volta da ERG S.p.A., nel corso di un processo di riorganizzazione della struttura societaria.

## Profilo del gruppo
Al 2024 ERG è un operatore diffuso a livello internazionale nel settore delle energie rinnovabili.
Il gruppo è il principale operatore nel settore eolico in Italia e tra i primi dieci player in Europa. L'azienda è inoltre attiva nella produzione di energia da fonte solare in Italia e all'estero.
In Italia la società opera con una capacità installata totale di oltre 1.550 MW, di cui più di 1.400 MW nell'eolico e 150 MW nel solare.
All'estero, ERG ha una capacità installata complessiva di oltre 2.100 MW. In particolare, nell'eolico è presente in Francia, Germania, Stati Uniti, Regno Unito, Polonia, Romania, Svezia e Bulgaria. Per quanto concerne la produzione di energia solare, il gruppo opera in Francia, Spagna e Stati Uniti.

### Sostenibilità
Nell'ottica di seguire un modello di sviluppo più sostenibile, ERG dal 2006 pubblica il proprio Rapporto di Sostenibilità, integrato a partire dal 2017 al bilancio annuale come DNF (dichiarazione non finanziaria).
Nel 2019 ERG risulta classificata al sedicesimo posto, prima società italiana, nel “Corporate Knights Global 100 Most Sustainable Corporation in the World Index”.
Nell’ottobre 2022, Standard Ethics ha aggiornato il rating sostenibilità ad ERG portandolo a “E+” con outlook positivo su una scala da F a EEE nell’ambito dello SE European Utilities Index.

## Dati economici
|                                                            | 2024  | 2023  | 2022  | 2021  | 2020  |
| Ricavi adjusted (milioni di euro)                          | 738   | 741   | 749   | 1.232 | 974   |
| Margine operativo lordo adjusted (milioni di euro)         | 535   | 520   | 537   | 580   | 481   |
| Utile netto a valori correnti (milioni di euro)            | 175   | 219   | 232   | 202   | 106   |
| Capitale investito netto (milioni di euro)                 | 4.246 | 3.592 | 3.357 | 3.608 | 3.209 |
| Indebitamento finanziario netto (milioni di euro)          | 1.793 | 1.445 | 1.434 | 2.051 | 1.439 |
| Investimenti adjusted (milioni di euro)                    | 553   | 489   | 946   | 648   | 156   |
| Capacità installata impianti eolici (MW)                   | 3.184 | 2.747 | 2.599 | 2.198 | 1.967 |
| Capacità installata impianti solari (MW)                   | 661   | 519   | 345   | 220   | 141   |
| Capitalizzazione di Borsa al 31 dicembre (milioni di euro) | 2.954 | 4.338 | 4.353 | 4.275 | 3.517 |

## Loghi storici

Anni 1940-50
Anni 1960-70
Anni 1980
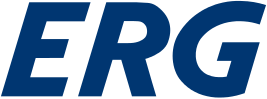
Anni 1990
Primi anni 2000
2008-2017
dal 2019

## Sponsorizzazioni

ERG sponsor di maglia della campione d'Italia (1991)

ERG è stata il jersey sponsor della squadra di calcio della Sampdoria per sedici anni: la prima volta dal 1988 al 1995, nel periodo di maggior successo della società genovese che, sotto la proprietà di Paolo Mantovani, conquistò numerosi trofei tra cui lo Scudetto nel campionato di Serie A 1990-1991; la seconda volta dal 2002 al 2011, quando la famiglia Garrone acquistò la società (Edoardo è stato il presidente fino a giugno 2014, succedendo al padre Riccardo e Vittorio membro nel Consiglio di amministrazione), riportandola a discreti livelli sportivi col raggiungimento della finale di Coppa Italia 2008-2009 e la qualificazione ai play-off di UEFA Champions League 2010-2011.

## Presidenti
- Edoardo Garrone (1938-1963)
- Riccardo Garrone (1963-2003)
- Edoardo Garrone (dal 2003)